# Eugenia cachoeirensis
Eugenia cachoeirensis är en myrtenväxtart som beskrevs av Otto Karl Berg. Eugenia cachoeirensis ingår i släktet Eugenia och familjen myrtenväxter. Inga underarter finns listade i Catalogue of Life.